# 生駒親道
生駒 親道（いこま ちかみち、文政9年12月14日（1827年1月11日） - 安政2年7月6日（1855年8月18日））は、江戸時代後期の旗本。通称は主殿。

## 生涯
文政9年（1826年）12月14日、奥平昌高の十一男として誕生した。天保10年（1839年）11月5日、実兄で交代寄合の生駒親愛（奥平昌高六男）の末期養子として家督を相続した。天保13年（1842年）8月15日、将軍徳川家慶に御目見する。安政2年（1855年）7月6日、死去。
正室は小笠原長泰の娘。子に生駒親敬、生駒道洽ら3男がいる。後に道洽の孫の道孝が生駒光男の養子となり、本家（男爵家）を相続することになる。